# 博拉馬區
11°20′N 16°5′W / 11.333°N 16.083°W
博拉馬區是畿內亞比紹的一個行政區，下設3縣，該區北臨卡謝烏區，東北面是比翁博區、比紹區和奧約區，東接基納拉區和通巴利區，總面積2,624平方公里，2004年人口27,959。首府博拉马。